# 島根県道246号八重垣神社線
島根県道246号八重垣神社線（しまねけんどう246ごう やえがきじんじゃせん）は、島根県松江市を通る一般県道である。

## 概要
松江市佐草町から松江市上乃木3丁目に至る。

### 路線データ
- 起点：島根県松江市佐草町（八重垣神社付近、島根県道247号八重垣神社竹矢線・島根県道249号八重垣神社八雲線起点）
- 終点：島根県松江市上乃木3丁目（国道432号交点）

## 路線状況

### 重複区間
- 島根県道247号八重垣神社竹矢線（松江市佐草町（起点） - 松江市大庭町）

### 道路施設

#### 橋梁
- 八雲橋（馬橋川、松江市）

## 地理

### 通過する自治体
- 島根県
  - 松江市

### 交差する道路
| 交差する道路                                                             | 交差する場所 | 交差する場所  |
| ------------------------------------------------------------------------ | ------------ | ------------- |
| 島根県道247号八重垣神社竹矢線 重複区間起点 島根県道249号八重垣神社八雲線 | 佐草町       | 起点          |
| 島根県道247号八重垣神社竹矢線 重複区間終点                               | 大庭町       |               |
| E9 山陰自動車道 島根県道21号松江島根線                                   | 上乃木4丁目  | 25 松江中央IC |
| 国道432号                                                                | 上乃木3丁目  | 終点          |

### 沿線
- 八重垣神社
- 松江総合運動公園
- 島根県立松江南高等学校
- 国立病院機構松江医療センター（終点付近）
- 島根県立松江緑が丘養護学校（終点付近）